# Born to Die
Born To Die é o segundo álbum de estúdio da artista musical estadunidense Lana Del Rey. O seu lançamento ocorreu em 27 de janeiro de 2012 na Alemanha e na Irlanda e no dia 31 do mesmo mês nos Estados Unidos, através das editoras discográficas Interscope, Polydor e Stranger Records. Com o intuito de divulgar o seu trabalho na indústria fonográfica e estabilizar-se na carreira artística, a cantora gravou um álbum de demonstração intitulado Sirens, no ano de 2005, sob o pseudônimo de May Jailer. O projeto e as suas constantes apresentações em shows de talentos renderam-lhe um contrato com a gravadora independente 5 Point Records, com a qual ela lançou o seu disco de estreia epônimo quatro anos mais tarde, que acabou por ser retirado de circulação pelo fato da gravadora não poder mais financiar a sua divulgação. Oficializando-se como o responsável por inserir Del Rey no cenário musical internacional, Born To Die foi concebido ao longo de 2010 e 2011, após a cantora fechar o contrato com uma grande editora, e teve as suas gravações concluídas depois que o seu primeiro single, "Video Games", tornou-se um êxito viral na internet, o que causou um burburinho entre os meios de comunicação em relação à, até então, desconhecida cantora.
Musicalmente, Born To Die possui uma sonoridade voltada aos estilos trip hop e pop barroco, fundindo-os com elementos da música alternativa, do hip hop e, ainda, da música pop, enquanto que o seu lirismo retrata uma obscura história de amor vista com olhos esperançosos e aborda temas relacionados a drogas, sexo, tragédias e às dificuldades que a artista passou para se tornar uma cantora. Considerado um dos álbuns mais esperados de 2012, foi recebido com análises divergentes pelos críticos musicais, com alguns elogiando as habilidades vocais de Del Rey e suas melodias. Outros, contudo, alegaram que, embora apresentasse um bom material, o seu lançamento aconteceu de forma precipitada e, eventualmente, talvez tenha prejudicado todas as ideias que ali foram postas. Os resenhistas também notaram que o estilo da cantora lembrava a música dos anos 1950 e que boa parte das letras das canções referia-se a sonhos americanos, direcionadas ao seu ex-namorado. Alguns, ainda, questionaram-se sobre a autenticidade da cantora em sua carreira musical, descrevendo-a como moldada pela indústria pop.
Comercialmente, contudo, Born To Die mostrou ser bem recebido universalmente. Culminou os mercados musicais de catorze países e estreiou na segunda posição da Billboard 200, dos Estados Unidos, enquanto que alcançou o terceiro posto no Canadá. Mas foi no continente europeu onde ele obteve seu maior êxito, tendo sido certificado com platina em dezesseis nações e atingido a primeira posição nas tabelas musicais de países como a Áustria, a Alemanha, a França e a Suíça em sua semana de estreia. No Reino Unido, o material repetiu o feito com vendas iniciais de 117 mil cópias, tornando-se o mais rapidamente comprado de 2012. Além disso, Born To Die também atingiu o topo na Austrália e ficou entre os dez primeiros colados em outras treze nações. O álbum chegou ao fim de 2012 com mais de 4,4 milhões de cópias distribuídas pelo mundo e foi o quinto mais vendido do ano. Até 2014, o disco havia vendido mais de sete milhões de cópias em todo o globo.
De Born To Die surgiram seis singles oficiais: "Video Games" foi a primeira canção da cantora a posicionar-se na Billboard Hot 100, dos Estados Unidos, e enumerou-se entre as dez mais vendidas de várias nações europeias. O segundo single, a faixa homônima, conseguiu entradas nas vinte melhores posições de países como Irlanda, França, Reino Unido e Itália, enquanto que "Blue Jeans" teve um desempenho inferior no continente europeu e nos Estados Unidos. "Summertime Sadness" tornou-se o seu segundo hit top dez pelo mundo, principalmente devido a um remix lançado com Cedric Gervais, que lhe rendeu a sexta posição da Billboard Hot 100. Por fim, "National Anthem" e "Dark Paradise" foram liberados como os últimos focos de promoção, ambos falhando em obter o mesmo êxito de seus antecessores. A divulgação do material ainda contou com dois singles promocionais — "Off To The Races" e "Carmen" —, bem como com uma reedição subintitulada The Paradise Edition e uma turnê mundial, a Born To Die Tour, que passou pela América do Norte, Europa Continental e Oceania.

## Antecedentes e desenvolvimento
Eu aprendi que não há nenhuma razão pela qual as pessoas decidem que gostam de música quando a fazem. Mesmo se você for o melhor cantor do mundo, há uma boa chance de que ninguém nunca vai ouvi-lo. Você deve tomar a decisão de continuar cantando ou parar. Eu fui cantar no Brooklyn desde que eu tinha dezessete anos e ninguém na indústria se importava [em ouvir] nada. Eu não mudei coisa alguma desde então e [agora], contudo, as coisas parecem estar girando em torno de mim. Talvez os anjos decidiram brilhar em mim por um tempo.

— Del Rey sobre a ascensão de sua carreira.
O primeiro investimento de Del Rey em sua carreia musical ocorreu em 2005, quando ela gravou o álbum de demonstração Sirens, usando o pseudônimo de May Jailer, o qual era enviado a diversas gravadoras e produtoras a fim de divulgar o seu trabalho. Para ajudar a difundir o material, a artista começou a participar de concursos para cantoras e compositoras enquanto ainda era estudante universitária. Contudo, foi em 2007 que a cantora veio a assinar um contrato com a gravadora independente 5 Point Records, após um representante da editora vê-la em uma dessas apresentações e levá-la aos estúdios, convocando David Kahne para auxiliá-la na produção do disco. Inicialmente, David apenas havia sugerido que eles trabalhassem juntos durante alguns dias, mas logo os dois conseguiram desenvolver a primeira demo da cantora. Comentando sobre o processo criativo de Del Rey enquanto trabalhavam, ele disse: "Ela é uma artista bem abstrata, mistura muitas ideias, como se estivesse fazendo uma colagem. Ela expõe muito seus gostos. Se ela gosta de algo, ela vai fazer de tudo para te mostrar". Dessa relação de trabalho, surgiu o primeiro extended play (EP) da intérprete, Kill Kill, que foi lançando  como download em outubro de 2008. Ainda com a editora, ela lançou o seu primeiro álbum de estúdio epônimo digitalmente na iTunes Store, com o nome artístico de Lizzy Grant, mas o material veio a ser retirado de circulação pouco depois devido à gravadora não poder mais financiar a sua divulgação. Nessa mesma época, a musicista decidiu alterar o seu nome para Lana Del Rey, por lembrar a si e aos seus amigos cubanos todo o glamour litorâneo de Miami, lugar onde visitara bastante durante a elaboração do CD.
No entanto, foi apenas em meados de 2011 que a intérprete assinou o seu primeiro contrato com a Stranger Records e iniciou oficialmente a elaboração do seu segundo disco de originais com um novo agente, Ben Mawson. Com a editora, Del Rey, então, lançou a canção "Video Games" e o seu vídeo musical na internet. A gravação tornou-se um hit viral entre o público após sua divulgação no YouTube e fez da artista o centro das atenções dos críticos musicais, que a consideraram a grande nova promessa da música para 2012. Numa entrevista com o The Observer, Del Rey revelou que, inicialmente, não tinha a intenção de lança-lo como um single, mas o fez devido à recepção positiva apresentada pelo público, dizendo: "Comecei a divulgar a música ['Video Games'] há alguns meses, porque era a minha favorita. Para ser honesta, não iria ser single, mas as pessoas têm realmente entendido a canção". Posteriormente, em outubro, ela assinou um acordo com a Interscope e a Polydor Records e continuou as gravações de Born To Die. Ferdy Unger-Hamilton, presidente das gravadoras, declarou à página Music Week que, quando assinara o contrato, a cantora possuía mais de sessenta músicas escritas. "Ela tinha o suficiente para três discos com um monte de músicas brilhantes. Ela é uma compositora realmente talentosa e uma letrista extraordinária", disse ele. As sessões de gravação do projeto ocorreram em estúdios como Human Feel Studios, em Los Angeles, na Califórnia, The Green Building, em Santa Mônica, entre outros, sob a produção de Emile Haynie, Justin Parker, Patrik Berger, Jeff Bhasker, Chris Braide, Rick Nowels, Daniel Omelio e Al Shux.

## Lançamento e capa
Em 27 de novembro de 2011, durante uma apresentação no programa de televisão francês Taratata, Lana Del Rey revelou que o título do disco seria Born To Die. Cinco dias mais tarde, a cantora divulgou em sua conta no Twitter a data de seu lançamento nos Estados Unidos e, adicionalmente, publicou a imagem escolhida para a capa da edição padrão do material. Tirada por Nicole Nodland, a foto mostra a artista usando uma camiseta de cor branca, que transparece o seu sutiã vermelho. Ela encara seriamente a câmera de cabeça erguida, com um olhar descrito por Maura Johnston, do The Village Voice, como desvanecido. Descrito por Dale Eisinger, da revista Complex, como brilhante e transmissor de uma imagem ameaçadora, o trabalho foi classificado como o oitavo melhor dos últimos cinco anos. No mês seguinte, a artista revelou o alinhamento das faixas do CD. Considerado um dos álbuns mais esperados de 2012, Born To Die foi lançado em formato físico e digital em lojas internacionais e virtuais, como Amazon.com e iTunes Store. Na Alemanha e na Irlanda, o seu lançamento ocorreu em 27 de janeiro de 2012. Nos Estados Unidos e no Canadá, foi liberado somente no dia 31 do mesmo mês, enquanto que em países como a Austrália, a Nova Zelândia e o Japão  foi disponibilizado apenas a partir de 3 de fevereiro.
No segundo semestre do ano, a intérprete anunciou que lançaria uma versão especial do CD, intitulada Born To Die: The Paradise Edition. Foi definido que a reedição contaria com oito faixas inéditas, além das doze da edição padrão e mais três faixas bônus de sua versão deluxe disponibilizada na iTunes Store no início daquele ano. A capa dessa edição mostra Del Rey em um ambiente tropical, posando em frente a uma piscina e com palmeiras à sua volta, que, de acordo com Grace Carroll, da revista Gigwise, fazem parte da visão de paraíso da cantora. Com os cabelos alisados e uma das mãos em sua cintura, a artista está usando um maiô de cor bege e, novamente, encara a câmera com um olhar intimidador. Assim como na versão padrão, o seu nome é visto na parte superior da imagem e está escrito de cor dourada, assim como o título "Born To Die: The Paradise Edition", que aparece no centro, na parte inferior. O seu lançamento ocorreu em 13 de novembro nos Estados Unidos e, simultaneamente, foi enviado às lojas um extended play (EP) intitulado Paradise, que contém apenas as oito faixas da reedição de Born To Die. Ambos os materiais foram lançados nos formatos de CD, vinil e uma box set limitada, que inclui um álbum de remixes e um DVD com os videoclipes de "Video Games", "Born To Die", "Blue Velvet" e outros.

## Estrutura musical
Há sempre uma melancolia em mim (...) Quando eu tinha quatro ou cinco anos, sentava-me na escada da porta da casa dos meus pais por um longo tempo e desejava estar em um lugar diferente (...) Esse sentimento tem me acompanhado a vida inteira. Mas eu não sofro. Eu prefiro dizer que aprendi a me dar bem com a minha tristeza. Mas também houve momentos em que eu não estava muito bem. Por sorte, eu superei esses anos sombrios. A memória desses anos inspiram minhas músicas agora.

— Del Rey sobre a melancolia de suas canções, em uma entrevista com o  site "Spiegel Online".

### Temas e influências na composição
O estilo de Del Rey em Born To Die é geralmente caracterizado por críticos musicais como pop e rock independentes, apesar de a artista tê-lo descrito como um Hollywood sadcore. Em várias entrevistas, a cantora expressou que foi inspirada na sua maioria por artistas que, segundo ela, representam o melhor de cada gênero, tais como Elvis Presley, Amy Winehouse, Janis Joplin, Nirvana, Antony & The Johnsons, Bruce Springsteen e Britney Spears. Musicalmente influenciado pelas trilhas sonoras dos filmes dos anos 1950 — dentre elas a partitura de Thomas Newman para Beleza Americana (1999) — e construído em torno de uma produção rudimentar de hip hop,o disco incorpora gêneros como o trip hop, o pop e a música alternativa, combinando-os a batidas minimalistas de tambores, a sintetizadores agressivos e a um ambiente sonoro melancólico.
Descrito pela própria intérprete como um álbum composto apenas por cordas e batidas, Born To Die foi notado por diferenciar Lana Del Rey devido ao seu estilo semelhante à música dos anos 1960. Também foi observada a dualidade da voz da cantora, que, segundo Robert Copsey, do site Digital Spy, altera-se de grave e suntuosa para ofegante e similar a de uma jovem menina. Isabel Camacho, da página The Amherst Student, observou que a voz sussurrante de Del Rey é assombrosamente comovente em toda a produção e é capaz de deixar o ouvinte deprimido e eufórico ao mesmo tempo. Em termos de conteúdo lírico, de acordo com a própria artista, Born To Die narra uma história de amor obscura vista com olhos esperançosos e possui letras confessionais com temas como sexo, relacionamentos doentios, tragédias e as dificuldades que ela passou para estabilizar a sua carreira musical. Para Rob Sheffield, da Rolling Stone, o tema principal do disco é a feminilidade como uma farsa, enquanto que Lindsay Zoladz, do Pitchfork Media, definiu-o como referente aos sonhos americanos. Na página Express Template, Emma Smith disse que, embora os seus temas fossem comuns, cada faixa vem carregada de uma inegável emoção que só poderia ter vindo de experiências pessoais.

### Conteúdo e estrutura musical
O disco inicia-se com a faixa homônima, "Born To Die", canção derivada da música independente pop que funciona de forma harmoniosa com arranjos de guitarra e orquestrais, apoiados por batidas ondulantes de bateria e baixo. Foi descrita por Amrit Singh, do blog Stereogum, como uma canção pop sensual-sinfônica bem executada. De acordo com a própria artista, o seu lirismo presta uma homenagem ao amor verdadeiro e é um tributo para viver a vida no lado selvagem, e reflete uma história de amor verdadeira entre uma boa garota e um bad boy. "Off To The Races" possui uma sonoridade voltada ao rap alternativo e ao hip hop, com linhas de tambor e bateria pesadas, e letras que retratam a codependência de uma mulher em um romance complicado com um homem mais velho. Ainda fazem uma referência ao romance Lolita, obra escrita nos anos 1950 do romancista russo-americano Vladimir Nabokov, onde aborda o relacionamento abusivo entre uma criança de doze anos e um professor universitário de meia-idade, onde este passa a nutrir uma obsessão pela garota e a tratando como um objeto sexual. Para Priya Elan, da NME, trata-se de uma faixa sobre amantes condenados, como Scarlett O'Hara e Kit Carruthers, dos filmes ...E o Vento Levou (1939) e Badlands (1973), respectivamente, com linhas onde sua voz soa como a de uma grande dama cansada da vida nos versos, e como uma garota presa ao seu enorme complexo de Electra, no refrão. A faixa seguinte é "Blue Jeans", uma canção minimalista de estilo pop independente. Iniciando-se com o som de acordes de uma guitarra acústica, é construída sob o ritmo das batidas de hip hop e narra um relacionamento complicado e decadente, que resulta em perdas. "Video Games" é uma balada de andamento calmo de gênero pop com influências da música independente. Com instrumentação concretizada pelo trabalho de acordes de piano, harpas e instrumentos de cordas que utilizam a técnica pizzicato, reflete a sua devoção ao seu ex-namorado. A intérprete afirmou que, pelo fato de o público não a estar levando a sério devido à sua entoação, ela preferiu utilizar vocais mais baixos na faixa a fim de destacá-la.
"Diet Mountain Dew" deriva do estilo trip hop do anos 1990 e contém batidas de hip hop. Liricamente, a canção demonstra que Del Rey tem certeza de que seu amado não é bom para si, mas, ao mesmo tempo, mostra-a a não se importar com esse fato, insistindo em mantê-lo ao seu lado e questionando se ele ficaria junto a ela para sempre. A seguinte é "National Anthem", trata-se de uma canção de hip hop alternativo e pop independente com batidas de rap, que funciona de forma tranquila com elementos de guitarra, teclado e baixas batidas de tambor, e possui efeitos de estouros de fogos de artifício em suas linhas iniciais, enquanto o seu lirismo explora temas como o dinheiro, o sexo e a ganância corporativa e faz referências a artigos de luxo, como a Bugatti Veyron, os Hamptons e a joias, como diamantes. O sétimo número é "Dark Paradise", uma balada trip hop e pop independente, cuja gótica melodia, de acordo com a revista Billboard, lembra a cantora Madonna no final dos anos 1980. Em termos líricos, de acordo com os críticos, Del Rey está de luto pela perda de uma paixão, que ainda a atormenta em seus sonhos, e sugere que o amor supera todas as circunstâncias, até mesmo a morte. "Radio" também se trata de uma balada de estilo pop independente, que, segundo a Billboard, possui um lirismo de difícil interpretação, por causa de linhas onde não se sabe se ela canta sobre um novo amor ou sobre a sua fama,  embora a faixa torne-se mais objetiva a partir de seu refrão, onde é revelado que o real assunto abordado é a sua carreira e como ela conseguiu chegar ao estrelato.
Segue-se, então, "Carmen", uma faixa trip hop com elementos do barroco inglês que narra a história de uma bela garota de dezessete anos que abusa de substâncias químicas e diz estar bem para todos. A sua letra faz referência ao seu vício em bebida alcoólica quando adolescente e traz ainda os lados negativos e sombrios da fama. "Million Dollar Man" é uma balada que também aborda temas relacionados ao álcool em sua letra, além de mostrar a cantora lamentando uma desilusão amorosa. Além disso, traz linhas sobre os esforços, perigos e intrigas passados por Del Rey, quando ainda usava o nome artístico de Lizzy Grant, para lançar um CD. A décima primeira canção, "Summertime Sadness", possui uma sonoridade inspirada pelo pop e rock independentes e pelo hip hop, e carrega um sentimento de tristeza e melancolia juntos a uma melodia das músicas dos anos 1960. O seu lirismo retrata as alegrias e tristezas provenientes de uma paixão e reflete o seu medo de perder a pessoa amada. Encerrando o disco, "This Is What Makes Us Girls" é, de acordo com Kitty Empire, do The Observer, um conto auto-biográfico de Del Rey, que retrata o começo dos seus anos selvagens que a levaram à dependência no álcool até o ano em que foi mandada para o internato. Seguindo uma cronologia — no início, lembrando os anos de colégio e como ela e os seus amigos se divertiam, enquanto que a segunda parte fala sobre quando tudo começou a desandar —, ainda aborda a libertinagem de adolescentes de dezesseis anos e fala sobre sexo, garotas matando aula para beber, festejar com garotos e roubar carros de policiais.

## Repercussão

### Crítica profissional
| Críticas profissionais | Críticas profissionais |
| Pontuações agregadas   | Pontuações agregadas   |
| Fonte                  | Avaliação              |
| ---------------------- | ---------------------- |
| Metacritic             | 62/100                 |
| Avaliações da crítica  |                        |
| Fonte                  | Avaliação              |
| AllMusic               | [ 81 ]                 |
| Examiner               | [ 82 ]                 |
| Entertainment Weekly   | (C+)                   |
| Pitchfork Media        | (5.5/10)               |
| MuuMuse                | [ 44 ]                 |
| The Independent        | [ 84 ]                 |
| Drowned in Sound       | [ 72 ]                 |
| The Daily Telegraph    | [ 85 ]                 |
| Slant Magazine         | [ 86 ]                 |
| NME                    | [ 87 ]                 |

Born To Die foi recebido com críticas divergentes pelos profissionais especializados, com alguns elogiando a sua produção e a melodia das canções, bem como a voz e letras de Del Rey. Outros, contudo, criticaram-no exatamente nesses mesmos pontos e, ainda, questionaram a autenticidade da cantora em suas canções e imagem. O agregador de resenhas Metacritic, com base em 37 resenhas, concedeu ao disco uma média de 62 pontos, em uma escala que vai até 100, indicando "análises geralmente positivas". O site da revista Billboard, por exemplo, em uma análise mista, afirmou que muitas das canções do álbum contém os mesmos trechos e temática lírica — boa garota apaixona-se por bad boy, ou vice-versa. Os editores ainda notaram que a obscura produção de hip hop começa a soar  de modo desinteressante no final do álbum.
Na BBC Music, Jaime Gill aclamou o disco em sua análise, dizendo: "O que torna Born To Die tão ricamente fascinante — e o que faz Del Rey se sobressair do padrão de estrela pop (...) — é a sua preocupação com os arquétipos hollywoodianos de feminilidade americana e sua habilidade para oscilar entre eles". Descrevendo-o como inteligente, ambicioso e brilhantemente executado, Gill ainda afirmou: "O disco é mais interessante que qualquer coisa que Adele venha a escrever até mesmo quando a sua coleção 72 chegar às lojas no futuro (...) É o lançamento mais distinto e confiante desde o de Glasvegas, em 2008, e nos deixa ansiosos para saber o caminho que ela vai seguir". Sasha Frere Jones, do The New Yorker, também se pronunciou positivamente em relação ao material, alegando: "Born To Die é uma mistura habilidosa de nostalgia e emoções adolescentes". Refletindo, ainda, sobre as críticas que a cantora recebeu quanto à sua originalidade, Jones proferiu: "Qualquer um que se comprometeu a derrubar Del Rey nesse momento deve ser surdo aos arranjos estranhamente maravilhosos que o [seu] pop proporciona".
No periódico britânico The Guardian, Alexis Petridis, em uma análise mista, reconheceu que a única coisa realmente decepcionante no disco não é a música em si, nem a voz, mas as letras, que tentam convencer os ouvintes o tempo todo de que Lana Del Rey é a amante condenada, mas dedicada de um bad boy, sendo que Del Rey não sustenta, através das letras, esse personagem. Contudo, Alexis concluiu a revisão a favor do álbum, proferindo: "O que ele é, é música pop bem feita e isso é suficiente". Em contraste, Lindsay Zoladz foi bastante negativa em sua crítica para o Pitchfork Media, declarando: "O disco não permite nenhuma tensão ou complexidade e a sua porção de sexualidade feminina acaba tornando-se domesticada (...) O álbum é o equivalente a um orgasmo fingido — uma coleção de tochas, mas sem fogo". Lindsey Borders, do Examiner, porém, mostrou-se positiva quanto ao material e atribuiu-lhe cinco estrelas de cinco permitidas, chamando-o de: "Divertido e atraente". Simon Price, do The Independent, também lhe concedeu a pontuação máxima permitida e descreveu a sua música como: "Um delicioso híbrido de Portishead e Nancy Sinatra".
James Montgomery, resenhista do site da MTV, comentando sobre o custo exagerado de sua produção, declarou: "Isso não significa que Born To Die seja um álbum ruim. Longe disso, na verdade, é muito melhor que muitos esperavam (...) Não importa a maneira como você a vê, mas você tem que dar crédito a ela e ao seu time por criarem um álbum que preenche os cômodos e os fones de ouvido". Já Rob Sheffield, da Rolling Stone, foi completamente negativo, afirmando que Del Rey ainda não estava preparada para fazer um álbum. Em conclusão, Sheffield disse: "Devido à sua imagem chique, é uma surpresa como Born To Die é entediante, cansativo e com pouco pop". Em mais uma análise mista recebida pelo álbum, editores do Daily Mail notaram que as composições do CD carecem de autenticidade, mas ressaltaram que isso não diminui a capacidade de Lana Del Rey de contar histórias. Complementando o comentário, alegaram: "As histórias são vívidas, divertidas e cantadas com contundente lamento. E, desde que não esperem encontrar a ardente honestidade ou a sensação de profundidade transmitidas por Amy Winehouse ou Etta James, Born To Die é um começo muito promissor".
Em sua coluna do Stereogum, o crítico musical Tom Breihan foi extremamente negativo quanto ao disco, escrevendo: "Born To Die é ruim. É muito ruim. É ruim de um jeito que 'Video Games' e 'Blue Jeans' e até mesmo 'Born To Die' não previam. As músicas são terrivelmente mal escritas, sem pegada, as batidas parecem electrobeat dos baratos ou dos caros demais. As cordas orquestrais estão em todas as músicas. As músicas parecem quinze variações de uma menina bêbada no bar tentando arrastar alguém para casa. Uma bagunça".

### Controvérsias e reconhecimento
É assustador quando você tem foco, é um escritor  há dez anos, e as pessoas decidem de repente que não gostam de você. Isso é desanimador, porque você coloca  todo o seu trabalho em elaboração de palavras e melodias, e depois as pessoas começam a pensar  apenas em você e te julgam como pessoa e não pelo profissional, é horrível.

— Lana Del Rey comentando sobre como se sentiu em relação à controvérsia e às críticas geradas por seu trabalho em Born To Die e por sua imagem pública.
Com o lançamento de Born To Die, Lana Del Rey tornou-se foco de atenção da imprensa musical, não apenas por sua música, mas por sua imagem. Desde a sua estreia com "Video Games", a cantora vinha causando um alvoroço nos meios de comunicação, o que fez com que muitos passassem a questioná-la quanto ao seu passado e acusaram-na de tentar apagá-lo com uma nova música e estilo. Levando em consideração as composições do CD e a sua aparência, muitos tabloides passaram a questionar a sua autenticidade e afirmaram que o seu sucesso era proveniente apenas de sua beleza. Além disso, surgiram especulações de que Lana Del Rey seria apenas um personagem montado por Lizzy Grant e pela indústria musical pop em que a sua gravadora trabalha para que a cantora conquistasse espaço e público dentro da sociedade que integra a música independente, a exemplo da página Stereogum, que afirmou: "É senso comum que a Lana Del Rey é uma personagem inventada por Lizzy Grant, que ela inventou quando a sua própria música parecia não chegar a lugar algum. Mas quando 'Video Games' estourou cedo demais, ela não teve tempo de bolar as direções que esse personagem tomaria". No Business Insider,  Kevin Lincoln também comentou que Del Rey foi fabricada por sua gravadora e que utilizou as visualizações de "Video Games" no YouTube como forma de publicidade. Em defesa da cantora, no entanto, Jaime Gill escreveu na BBC Music: "Se você procura uma explicação para a improvável ascensão da Lana Del Rey, isso não é difícil de achar. Ignore as acusações cínicas de marketing e falta de autenticidade, ou especulações sobre cirurgias plásticas e grana do papai — isso não é importante. E também não se distraia com as estatísticas do YouTube ou a hipérbole online, isso não tem nada a ver com a nova mídia. Tem a ver com algo muito mais antigo e misterioso que tudo isso: o poder extraordinário e resistente da música pop". Sasha Frere Jones, do The New Yorker, também saiu em defesa da artista, escrevendo: "As críticas mais bizarras são aquelas referentes à sua autenticidade. Detratores citam conspirações, algumas envolvendo seu pai, seus compositores, sobre quem tem bancado seus vídeos e até sobre como seus lábios ficaram tão grandes. Nenhum homem na mesma situação teria sido alvo de um interrogatório nesse nível. Por que a música pop é a única forma de arte que incita essa discussão ridícula?". Compartilhando uma opinião semelhante, Ann Lee escreveu para o Metro: "Ela tem uma grande voz — isso é fato! E eu não acho que o quão grande os seus lábios são, ou se você fez ou não cirurgia plástica, ou quanto dinheiro a sua família possui deve ter quaisquer influências no quão boa cantora você é. Sério, quem se importa?". Sal Cinquemani, da Slant Magazine, também mostrou-se a favor de Del Rey ao declarar: "A princípio, eu estava perplexo pelas acusações de inautenticidade que foram atiradas com tais veemência e frequência em Lana Del Rey na esteira de sua ascensão meteórica ao status de 'it girl' do ano passado (...) E eu creio que nós devemos lamentar o fato de que, diferentemente de Amy Winehouse, ela não parece ter uma predileção por drogas ou bebida alcoólica para confirmar sua suposta bad girl de boa-fé. Mas desde quando exatamente ter 'autenticidade' sempre foi um critério na música pop?". Numa matéria publicada pelo periódico português Diário de Notícias, editores também opinaram sobre a controvérsia gerada pela cantora, afirmando: "As maiores críticas que lhe apontam os mais céticos devem-se ao fato de ter mudado de nome (nascida Elizabeth Woolridge Grant, chegara a editar um disco como Lizzy Grant), de registo vocal e de imagem... Como se a mudança fosse coisa nunca antes vista na música pop! Volto a lembrar o caso de um senhor chamado David Bowie, que começou por gravar discos de pop banal, sob visual mod e com o nome Davie Jones... Não compararemos naturalmente Bowie a Lana Del Rey. Mas se há críticas a fazer à sua música, foquem-se então nas canções, não na metamorfose".
Contudo, mesmo gerando opiniões diversas quanto à sua intérprete e à sua música, Born To Die foi incluso em diversas listas como um dos melhores lançamentos de 2012. O site estadunidense The Hype Machine apontou-o como o segundo melhor lançamento do ano, ao passo que a revista The Fly elegeu-o como o décimo primeiro melhor e o periódico britânico The Guardian colocou-o na décima sétima posição em sua lista, justificando: "'Video Games' soou como um single extraordinário, mas, como se verifica (...) o álbum é apinhado com material similarmente belíssimo". Editores do National Post posicionaram Born To Die no número cinco em seu catálogo, dando ênfase a faixas como "Blue Jeans" e "Summertime Sadness", eles afirmaram que o disco possui seis das dez melhores canções produzidas em 2012 e, em relação às acusações contra Del Rey de ter copiado canções de outros artistas, comentaram que tudo podia ser apenas um pastiche do melhor do pop. Em conclusão, proferiram que, em Born To Die: "Você é deixado com um conjunto de canções para um verão americano, um puro reflexo do SoCal plástico de Pynchon, a femme fatale de Mary Astor em The Maltese Falcon e os frios loiros de Marlene Dietrich". Na Slant Magazine, Jesse Cataldo disse que Del Rey emergiu como um dos verdadeiros sucessos do ano e colocou o disco no número nove em sua lista "Os 25 Melhores Álbuns de 2012", ao passo que Lauren Nostro, da Complex, nomeou-o o quarto melhor lançamento do ano em questão e alcunhou Del Rey como: "deusa pop". Justificando a sua decisão, Lauren publicou: "Born To Die é um dos álbuns mais habilmente entorpecentes do ano". Guilherme Tintel, do portal brasileiro It Pop, nomeou-o o quinto melhor, proferindo: "Enquanto 2011 foi o ano da melancolia de Adele, 2012 o trono foi de Lana Del Rey. A cantora desconstruiu o óbvio com sua pegada hipster, vintage, retrô hollywoodiana e cheia de referências, criando um álbum nada menos que obra-prima, uma epopeia labiríntica sobre o amor, a traição, o desejo e, principalmente, a morte". Enquanto isso, a revista inglesa Gigwise colocou-o na 42ª posição de seu catálogo e elogiou a sua produção por fazer a voz Del Rey levar o ouvinte para a viagem emocional que ela o retrata. Em nota, alegaram: "Este álbum contém algumas das mais belas canções pops entregues do ano. Certamente uma das vozes mais distintas de 2012, os deslumbrantes vocais de Del Rey enlaçam este registro com perfeição sem esforços".
Além dessas, o disco também foi listado nos catálogos das revistas Uncut, na 51ª posição, NME, na 45ª colocação e Drowned In Sound, onde ficou na 40ª posição e o editor David Edwards declarou ter um amor genuíno por Born To Die. Na britânica Fact, o CD foi colocado no número dezenove, com a equipe da revista comentando que: "Born To Die é uma realização fenomenal (...) Quinze canções — incluindo as faixas bônus — com poucos ou nenhum passo em falso, uma maleável, mas distinta, voz, uma trilha sonora pop bem 'oleada', que funde suavemente as suas muitas influências, e uma par de canções definidas por um espírito da época ('Blue Jeans' e 'Video Games'). Quando foi a última vez que um registro — e uma estreia de uma grande gravadora, a essa altura — pôde nos dizer tudo isso?".

## Singles
"Video Games" foi a primeira canção de Del Rey promovida como um single. Inicialmente recusada pela gravadora por não ter potencial radiofônico, a canção foi primeiramente divulgada na internet e foi oficialmente lançada em 10 de outubro de 2011, como o carro-chefe de Born To Die. A obra recebeu aclamação dos críticos musicais logo após a divulgação, que elogiaram a sua melodia, instrumentação e a emotiva voz da cantora ao longo da gravação, sendo eleita pelos periódicos The Guardian e Pitchfork Media como o melhor lançamento do ano. Comercialmente, a obra também obteve sucesso, atingindo a primeira posição da tabela musical da Alemanha e qualificando-se entre os dez melhores colocados em países como Bélgica, França, Suíça, entre outros. Nos Estados Unidos, obteve um desempenho bem inferior, tendo atingido a 91ª colocação da Billboard Hot 100. O videoclipe foi produzido pela própria e mostra-a interpretando a canção em meio a várias outras cenas de filmes antigos, desenhos animados e paparazzi. As cenas em que Del Rey aparece foram filmadas por ela mesma com sua webcam. Em 30 de dezembro, "Born To Die", a faixa-título, foi escolhida como o segundo foco da promoção. Foi recebida com análises bastante positivas pelos profissionais, que prezaram a sua melancólica instrumentação e novamente a habilidade vocal de Del Rey. No campo comercial, obteve um desempenho positivo, tendo se enumerado entre os vinte mais bem-vendidos nos mercados musicais da Áustria, Dinamarca, Finlândia e França. O videoclipe correspondente foi gravado no Palácio de Fontainebleau, na França, e dirigido por Yoann Lemoine. Contando com uma produção e orçamento maior, possui a participação do modelo Bradley Soileau e retrata a cantora em uma relação instável com o personagem de Soileau, que termina com a morte da intérprete.
No início de 2012, "Off To The Races" foi lançado como o primeiro single promocional de Born To Die nos Países Baixos. Recebido com análises mistas pelos profissionais, foi elogiada principalmente pelo seu estilo e instrumentação. O seu videoclipe foi dirigido pela própria artista e exibe uma compilação de imagens de gangsters latino-americanos, figuras de femme fatales armadas e carros em uma pista de corridas. Em termos comerciais, enumerou-se apenas na 22ª colocação da Alternative Digital Songs, dos Estados Unidos. Em fevereiro, "Carmen" foi distribuída como o segundo single promocional do disco na Alemanha, Áustria e Suíça. Criticamente aclamada pelo seu conteúdo lírico, não obteve o mesmo destaque comercialmente, falhando em conquistar entradas nas tabelas musicais mundiais. O videoclipe correspondente também foi editado por Lana Del Rey e lançado em 21 de abril. A gravação exibe cenas de filmes antigos de Hollywood, paparazzi, imagens de desenhos animados e de Nova Iorque, intercaladas a cenas de Del Rey e um rapaz no Brooklyn. Ainda em abril, "Blue Jeans" foi lançada como o terceiro single oficial do CD. A obra também foi recebida positivamente pela imprensa musical, que enfatizou o seu estilo, lirismo e mais uma vez, o desempenho vocal da musicista, comparando-a às canções da cantora britânica Adele. Conquistou a 24ª posição nas tabelas de streamings destinadas a canções de rock da revista Billboard, nos Estados Unidos, e conseguiu entradas no top 40 das paradas oficiais do Reino Unido, da França, entre outras nações europeias.
Três meses mais tarde, "Summertime Sadness" foi liberada como o quarto single oficial do CD. Recebeu análises mistas dos profissionais especializados, que elogiaram a sua instrumentação, mas hesitaram quanto à qualidade de sua letra. Comercialmente, tornou-se o segundo hit de sucesso de Del Rey, alcançando as dez melhores colocações na Áustria e na França, e as cinco melhores na Suíça, Reino Unido e Finlândia. Nos Estados Unidos, enumerou-se no sexto lugar da Billboard Hot 100 e tornou-se a mais vendida de Del Rey em território estadunidense, com mais de 1,8 milhão de cópias até novembro de 2013, graças, principalmente, a um remix lançado  com Cedric Gervais, que lhe assegurou, ainda, a terceira posição na Austrália e recebeu o Grammy Award de "Melhor Gravação Remixada" na 56ª edição da premiação, em 2014. O videoclipe da canção foi dirigido por Kyle Newman e Susser Spencer, e retrata uma triste história de amor entre Del Rey e Jaime King. Um mês mais tarde, "National Anthem" foi divulgado como o quinto foco da promoção de Born To Die. Elogiada pela mídia por causa de sua letra, melodia e refrão, também recebeu, contudo, críticas negativas quanto ao seu estilo musical por não combinar como uma faixa rap. Em nível comercial, obteve um desempenho bastante fraco em relação aos seus antecessores, listando-se apenas no 37° posto da lista voltada para melodias de estilo rock, publicada pela Billboard e em algumas tabelas da Europa Continental. O   videoclipe da canção foi produzido por Anthony Mandler e exibe Del Rey interpretando, no início, Marilyn Monroe e, no decorrer da gravação, Jacqueline Onassis. A obra possui o trabalho do rapper A$AP Rocky, que interpreta o presidente John F. Kennedy, marido de Onassis. Por fim, "Dark Paradise" foi extraído como o último single oficial do álbum. Elogiado como um dos destaques de Born To Die por alguns críticos, principalmente por causa de sua lenta melodia e pelo uso de sintetizadores, a faixa seguiu o mesmo exemplo da anterior em termos comerciais, desempenhando-se na 42ª posição na Áustria, 45ª na Alemanha e 48ª na Suíça.

## Divulgação

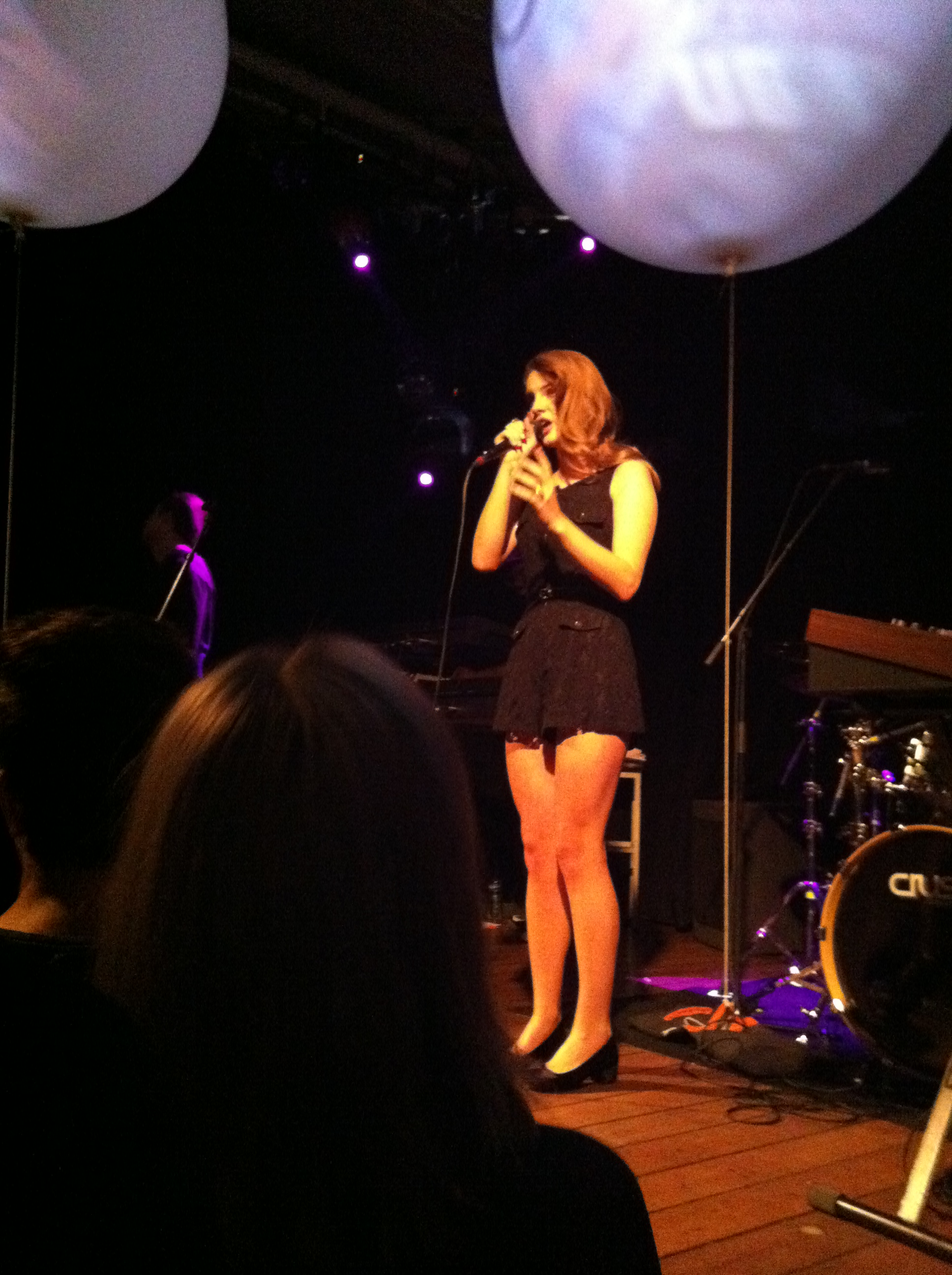
Lana Del Rey cantando ao vivo em Amesterdã, em 2011.

Em função de promover o disco, Del Rey apresentou-se em diversos programas televisivos e casas de shows antes e após o seu lançamento. A primeira delas foi realizada ainda em 2011, quando ela apresentou a canção "Video Games" na MTV Push. Mais tarde, o vídeo da performance foi enviado para sua conta no Vevo, intitulado como "Video Games (Live At The Premises)". Além disso, a mesma foi tocada durante um episódio da série Ringer, da rede The CW, que foi ao ar em 28 de setembro, com o intuito de popularizá-la no mercado mainstream estadunidense. No dia 11 de outubro, a cantora apresentou a mesma canção no programa britânico Later..., de Jools Holland, da rede BBC e, no mês seguinte, subiu ao palco do holandês De Wereld Draait Door, para executar novamente "Video Games". Interpretou-a novamente no talk show alemão Inas Nacht e, nesse mesmo mês, cantou "Blue Jeans" e "Video Games" nos franceses Le Grand Journal e Taratata, respectivamente. Em 5 de dezembro, Del Rey esteve no Bowery Ballroom, em Nova Iorque, usando um curto vestido branco com detalhes dourados, a intérprete iniciou o espetáculo com "Without You", inclusa na versão deluxe de Born To Die, e em seguida desempenhou a faixa homônima do disco, encerrando-o com "Off To The Races". O show foi recebido com entusiasmo pelo público e pela crítica, com Matthew Perpetua, da Rolling Stone, elogiando a cantora por, mesmo estando nervosa e ansiosa, apresentar-se com uma confiança considerável e enfatizou a sua sensualidade durante a execução das faixas. Dias depois, ela realizou um concerto privado no Chateau Marmont Hotel, em Los Angeles, na Califórnia, onde interpretou a setlist de Born To Die.
No início de 2012, a artista interpretou novamente o seu primeiro single no The Jonathan Ross Show, de Jonathan Ross e, mais tarde, continuou a divulgação do material no Saturday Night Live, onde apresentou as canções "Blue Jeans" e "Video Games". O desempenho, contudo, recebeu muitas críticas devido ao nervosismo e à desafinação da intérprete. A atriz Juliette Lewis postou em seu Twitter: "Uau, ver essa 'cantora' no Saturday Night Live é como assistir uma criança de doze anos fingindo cantar e dançar no quarto", ao passo que no dia seguinte, Lewis escreveu novamente na rede social: "Acordei cantando uma música da Lana Del Rey, independente do meu gosto pessoal, ela é uma compositora moderna". Brian Williams, redator da NBC Nightly News, afirmou que a apresentação de Del Rey foi a pior de toda a história do programa. O ator Daniel Radcliffe, que estava apresentando o programa no dia da performance de Del Rey, no entanto, afirmou que as críticas eram menos sobre sua apresentação no programa, e mais sobre o seu passado e sua família. A atriz estadunidense Nina Dobrev também defendeu a cantora dos comentários afirmando: "Se vocês ouviram o álbum de Lana Del Rey, vocês sabem que ela é talentosa, ela apenas parecia nervosa por estar cantando no SNL e provavelmente desconfortável naquele vestido longo fantástico", enquanto que o também ator Andy Samberg elogiou a sua performance e canções. Comentando sobre a repercussão gerada por sua performance no programa, Del Rey declarou: "Há repercussão sobre tudo que eu faço. Não é novidade (...) Não importa se eu tivesse sido completamente excelente. As pessoas não têm nada de bom para dizer sobre esse projeto".
No dia 2 de fevereiro, a cantora voltou a apresentar o seu single de estreia no Late Show, de David Letterman, da rede CBS Television Studios, cuja performance foi notada pela significativa melhora da atuação da cantora em relação ao Saturday Night Live. Quatro dias depois, realizou um concerto privado no Amoeba Music, em Los Angeles, na Califórnia. Iniciando-o com "Born To Die", Del Rey estava usando uma simples camiseta branca e calça jeans e interpretou faixas como "Million Dollar Man" e "Without You" para mais de oitocentos fãs. Pouco depois, viajou para São Francisco, onde realizou uma apresentação para mais de mil e quinhentas pessoas. Cantou "Video Games" novamente no dia 13 do mesmo mês, desta vez no Live!, de Jimmy Kimmel, e também foi elogiada pelos especialistas e pelo público. Em 21 de março, interpretou-o no show de talentos estadunidense American Idol e, no dia seguinte, dirigiu-se à Alemanha, para executar o mesmo no ECHO Awards de 2012. Em 11 de abril, a cantora apresentou "Carmen" no evento musical inglês The Jazz Café e, dias depois, fez a sua primeira aparição na rede de televisão da Espanha, através do programa Buenas noches y Buenafuente, onde executou "Video Games". No dia 29 daquele mês, cantou "Blue Jeans" na versão britânica do The Voice. Em maio, Del Rey interpretou dez canções na casa de shows El Rey Theatre, em Los Angeles, e esteve, no mês seguinte, no BBC Radio 1 Hackney Weekend, usando um curto vestido vermelho, a cantora abriu o show com "Blue Jeans" e, ao longo da apresentação, ainda interpretou faixas da reedição de Born To Die, como "Body Electric". A cantora também participou de diversos festivais em diversos países, como no Festival da Ilha de Wight e no Latitude Festival, ambos na Inglaterra, no Sónar, em Barcelona, no Super Rock, em Portugal, entre outros. Em 25 de setembro, desempenhou nove canções no iTunes Festival, em Camden Town, em Londres; acompanhada apenas por uma orquestra, um pianista e um guitarrista no palco, Lana Del Rey abriu o concerto com "Blue Jeans", seguindo-se "Body Eletric". O show foi encerrado com "National Anthem" e durou cerca de 45 minutos. Para promover o álbum em escala global, a cantora embarcou em sua primeira turnê, a Born To Die Tour, que percorreu países da América do Norte, Europa Continental e Oceania.

## Alinhamento das faixas
Born To Die possui doze faixas em sua edição padrão e quinze na sua edição deluxe. Uma reedição especial do disco foi lançada mundialmente em novembro de 2012. Esta versão contém, além das faixas da edição original, as três canções da versão deluxe e um CD bônus com outras oito escritas por Del Rey. Simultaneamente, foi lançado o extended play (EP) Paradise, que contém apenas as oito faixas da reedição do álbum, inclusive os singles "Blue Velvet", "Ride" e "Burning Desire", este último disponível apenas como bônus do EP na iTunes Store. Algumas das canções da reedição do CD, nomeadamente "Body Electric", "Gods & Monsters" e "Bel Air", foram, posteriormente, compiladas em um EP single intitulado Tropico e também foram utilizadas no curta-metragem homônimo, ambos lançados em dezembro de 2013.
| N.º            | Título                        | Compositor(es)               | Produtor(es)          | Duração |  |
| 1.             | "Born To Die"                 | Lana Del Rey, Justin Parker  | Parker, Daniel Omelio | 4:45    |  |
| 2.             | "Off To The Races"            | Del Rey, Tim Larcombe        | Emile Haynie, Beger   | 5:04    |  |
| 3.             | "Blue Jeans"                  | Del Rey, Haynie, Dan Heath   | Haynie                | 3:30    |  |
| 4.             | "Video Games"                 | Del Rey, Parker              | Omelio                | 4:42    |  |
| 5.             | "Diet Mountain Dew"           | Del Rey, Mike Daly           | Haynie                | 3:43    |  |
| 6.             | "National Anthem"             | Del Rey, Parker, The Nexus   | Haynie, Jeff Bhasker  | 3:51    |  |
| 7.             | "Dark Paradise"               | Del Rey, Rick Nowels         | Haynie                | 4:03    |  |
| 8.             | "Radio"                       | Del Rey, Parker              | Haynie, Parker        | 3:35    |  |
| 9.             | "Carmen"                      | Del Rey, Parker              | Haynie, Bhasker       | 4:09    |  |
| 10.            | "Million Dollar Man"          | Del Rey, Chris Braide        | Haynie, Braide        | 3:50    |  |
| 11.            | "Summertime Sadness"          | Del Rey, Rick Nowels         | Haynie, Nowels        | 4:25    |  |
| 12.            | "This Is What Makes Us Girls" | Del Rey, Jim Irvin, Larcombe | Haynie, Al Shux       | 3:58    |  |
| Duração total: | Duração total:                | Duração total:               | Duração total:        | 49:26   |  |

| Faixas da edição deluxe |               |                                     |              |         |  |
| N.º                     | Título        | Compositor(es)                      | Produtor(es) | Duração |  |
| 13.                     | "Without You" | Del Rey, Sacha                      | Sacha        | 3:49    |  |
| 14.                     | "Lolita"      | Del Rey, Liam Howe, Hannah Robinson | Haynie       | 3:39    |  |
| 15.                     | "Lucky Ones"  | Del Rey, Nowels                     | Haynie       | 3:47    |  |

| Faixa bônus: edição deluxe (Japão) |                                     |                 |              |         |  |
| N.º                                | Título                              | Compositor(es)  | Produtor(es) | Duração |  |
| 16.                                | "Video Games" (Joy Orbison's Remix) | Del Rey, Parker | Omelio       | 5:02    |  |

| Disco bônus: The Paradise Edition |                   |                          |                        |         |  |
| N.º                               | Título            | Compositor(es)           | Produtor(es)           | Duração |  |
| 1.                                | "Ride"            | Del Rey, Parker          | Jay Rubin              | 4:50    |  |
| 2.                                | "American"        | Del Rey, Haynie, Nowels  | Nowels                 | 4:09    |  |
| 3.                                | "Cola"            | Del Rey, Nowels          | Nowels                 | 4:21    |  |
| 4.                                | "Body Electric"   | Del Rey, Nowels          | OmelioNowels Dan Heath | 3:53    |  |
| 5.                                | "Blue Velvet"     | Lee Morris, Bernie Wayne | Haynie                 | 2:39    |  |
| 6.                                | "Gods & Monsters" | Del Rey, Larcombe        | Larcombe               | 3:57    |  |
| 7.                                | "Yayo"            | Del Rey                  | Haynie, Heath          | 5:21    |  |
| 8.                                | "Bel Air"         | Del Rey, Heath           | Heath                  | 4:00    |  |

| Faixa bônus: The Paradise Edition |                  |                 |              |         |  |
| N.º                               | Título           | Compositor(es)  | Produtor(es) | Duração |  |
| 9.                                | "Burning Desire" | Del Rey, Parker | Haynie       | 3:51    |  |

## Créditos
Lista-se abaixo os profissionais envolvidos na elaboração de Born To Die, de acordo com o encarte do CD:
| - Lana Del Rey: vocal principal, compositora, produtora - Emilie Bauer-Mein, James Bauer-Mein, Hannah Robinson: vocais de apoio - Lenha Labelle: voz francesa (em "Carmen") - Lorenzo Cosi: engenheiro de som - Justin Parker, Chris Braide, Jim Irvin, Tim Larcombe: compositores - Patrik Berger: baixo, sintetizador, percussão, guitarra, bateria, sampler - Rick Nowels, The Nexus: compositores, produtores, vocal - Erik Holm: viola - Larry Gold: arranjos musicais, condução - Liam Howe: co-produtor - Chris Galland, Duncan Fuller: assistente de mixagem - Kieron Menzies: engenharia musical - Ken Lewis: vocais adicionais, bateria adicional - Emile Haynie: compositora, bateria, guitarra, instrumentos de teclas | - Chris Braide: piano acústico, instrumentos de cordas, guitarra, bateria - Dan Heath: compositor, flauta, cordas adicionais - Liam Howe: instrumentos de teclas adicionais, programação musical - Pelle Hansen: violoncelo - Jeff Bhasker: guitarra, instrumentos de cordas e teclas - John Davis: master recording - Chris Braide, Al Shux: produtor musical - Daniel Omelio: produção musical, mixagem - Manny Marroquin, Erick Madrid, Dan Grech-Marguerat: mixagem - Sacha: produtor musical, omnichord - Fredrik Syberg: violino - Patrick Warren: guitarra, chamberlin, teclas, cordas adicionais - Mike Daly: produtor vocal - Devrim Karaoglu: sintetizadores adicionais, orquestração, bateria |

## Desempenho comercial
Born To Die obteve êxito comercial em várias regiões do mundo, em especial na América do Norte e no continente europeu, vendendo 800 mil cópias em todo o globo em sua semana de lançamento e culminando os mercados musicais de 14 países ao longo de 2012. Nos Estados Unidos, comercializou 77 mil cópias durante a sua primeira semana de vendas e estreou na segunda posição da Billboard 200, perdendo a liderança apenas para o álbum 21, da cantora britânica Adele, que vendera 122 mil réplicas em sua 19ª semana não-consecutiva no topo da tabela. Mais tarde, foi premiado com disco de platina pela Recording Industry Association of America (RIAA), por mais de 1,1 milhão de unidades comercializadas no país, segundo a Nielsen SoundScan. Além disso, entrou na terceira colocação da lista compilada pela Billboard no Canadá em 18 de fevereiro, com mais de 11 mil cópias vendidas e foi posteriormente certificado com dois discos de platina pela Music Canada, em reconhecimento às mais de 160 mil unidades comercializadas em território canadense. Na Austrália, o disco culminou na parada oficial do país e terminou o ano como o 14° mais vendido de 2012, enquanto que na Nova Zelândia, alcançou a segunda posição da Recording Industry Association of New Zealand e foi o sexto mais comprado do ano.
No Reino Unido, de acordo com a Official Charts Company (OCC), a obra comercializou mais de 50 mil cópias em seu primeiro dia nas lojas e estreou na liderança da tabela oficial do país, a UK Albums Chart, depois de atingir 117 mil cópias vendidas — mais que todo o top cinco combinado. Com isto, tornou-se o álbum mais vendido em sua primeira semana em 2012, recorde este superado sete meses depois pela banda Mumford & Sons e seu segundo álbum de estúdio Babel, que estreou na primeira posição ao comercializar 42,255 mil cópias a mais que Born To Die, que veio novamente a ser ultrapassando em novembro, quando Take Me Home, do One Direction, estreou com 155 mil unidades vendidas, e tornou-se o terceiro mais rapidamente comprado do ano e o primeiro por uma mulher. As vendas digitais ajudaram em 43% do total das vendas iniciais de Born To Die, que chegou a registrar 50,007 downloads em sua semana de lançamento, convertendo-se no quinto disco na história da música britânica a alcançar tal marca nesse formato em apenas sete dias. Na sua segunda semana, Born To Die conseguiu outros 60 mil compradores e manteve-se na sua posição de estreia, conquistando 224 412 réplicas transportadas na sua terceira semana de distribuição, ao vender outras 47,667 unidades. Durante o primeiro semestre de 2012, Born To Die comercializou um total de 482 mil réplicas, tornando-se o terceiro mais bem vendido nesse período no país, e chegou ao final de dezembro com 719 mil unidades distribuídas em território britânico, encerrando o ano como o quarto mais bem vendido na nação. Além disso, foi o mais comprado pelos britânicos nas lojas digitais ao longo de 2012, segundo a British Phonographic Industry (BPI).
Na Europa Continental, o material alcançou a primeira colocação em sua estreia em 6 países, entre eles na Alemanha, Áustria e Suíça, onde se assegurou como o quarto, sexto e segundo mais bem-sucedido de 2012, respectivamente. Em território francês, estreou no número um na Syndicat National de l'Édition Phonographique (SNEP), com um total ds 48,791 unidades vendidas, das quais 16,968 foram digitais. Estas vendas digitais conseguiram bater o melhor recorde de vendas em uma semana desde Mylo Xyloto, do grupo Coldplay, que tinha conseguido vender 14,244 cópias digitais em outubro de 2011. Na edição subsequente, manteve-se na colocação, com outras 23,888 réplicas vendidas, e terminou o ano como o sétimo mais procurado pela nação, com 347,200 compradores. Desempenho similar obteve na Irish Albums Chart, em território irlandês, onde segurou a primeira posição por três semanas e terminou o ano como o sexto mais comprado de 2012. Em Flandres, região norte da Bélgica, o CD também atingiu o topo e foi o segundo CD mais bem-vendido de 2012, enquanto que na Valônia, região sul do país, ele alcançou a vice-liderança do top 40 e foi o oitavo disco mais vendido. Born To Die também ficou em segundo lugar na Polônia, país onde foi o terceiro mais comercializado do ano. Na Dinamarca, Born To Die alcançou a terceira posição da lista ofial dos mais vendidos no país e encerrou 2012 com 20,982 cópias exportadas, tendo o 13° melhor desempenho do ano. O disco também obteve um desempenho positivo na Rússia, tendo alcançado a quarta colocação e sido o quinto disco mais vendido no país. Mundialmente, segundo a International Federation of the Phonographic Industry, Born To Die foi o quinto álbum mais vendido de 2012, chegando à marca de 4,4 milhões de cópias. Até 2014, havia distribuído mais de 7 milhões de unidades em nível global.
| Tabela musical                                          | Melhor posição |
| ------------------------------------------------------- | -------------- |
| África do Sul (MediaGuide)                              | 14             |
| Alemanha (Media Control Charts)                         | 1              |
| Austrália (ARIA Charts)                                 | 1              |
| Áustria (Ö3 Austria top 40 )                            | 1              |
| Bélgica (Ultratop 50 de Flandres)                       | 1              |
| Bélgica (Ultratop 40 da Valônia)                        | 2              |
| Brasil (Associação Brasileira dos Produtores de Discos) | 5              |
| Canadá (Canadian Albums Chart)                          | 3              |
| Chile (IFPI Chile)                                      | 1              |
| Colômbia (APDIF Colombia)                               | 2              |
| Coreia do Sul (Gaon International Albums Chart)         | 15             |
| Croácia (Hrvatska Diskografska Udruga)                  | 3              |
| Dinamarca (IFPI Dinamarca)                              | 3              |
| Escócia (Scottish Singles and Albums Charts)            | 1              |
| Eslovênia (Recording Industry Association of Slovenia)  | 2              |
| Espanha (Productores de Música de España)               | 7              |
| Estados Unidos (Billboard 200)                          | 2              |
| Estados Unidos (Alternative Albums)                     | 1              |
| Estados Unidos (Rock Albums)                            | 1              |
| Estônia (R2 Eesti MüügiTabelis)                         | 3              |
| Finlândia (IFPI Finlândia)                              | 5              |
| França (Syndicat National de l'Édition Phonographique)  | 1              |
| França (SNEP Digital Albums)                            | 1              |
| Grécia (IFPI Grécia)                                    | 1              |
| Hungria (Magyar Hanglemezkiadók Szövetsége)             | 20             |
| Irlanda (Irish Albums Chart)                            | 1              |
| Itália (Federazione Industria Musicale Italiana)        | 5              |
| Japão (株式会社オリコン)                                | 35             |
| México (AMPROFON)                                       | 22             |
| Noruega (VG-Lista)                                      | 1              |
| Nova Zelândia (The Official New Zealand Music Chart)    | 2              |
| Países Baixos (MegaCharts)                              | 2              |
| Polônia (Związek Producentów Audio Video)               | 2              |
| Portugal (Associação Fonográfica Portuguesa)            | 3              |
| Reino Unido (UK Albums Chart)                           | 1              |
| Reino Unido (UK Digital Albums)                         | 1              |
| Chéquia (IFPI Czech Republic)                           | 5              |
| Rússia (Российские музыкальные чарты)                   | 4              |
| Suécia (Swedish Recording Industry Association)         | 14             |
| Suíça (Schweizer Hitparade)                             | 1              |
| Taiwan (G-Music)                                        | 5              |

| Região (Certificador)      | Certificação | Vendas     |
| -------------------------- | ------------ | ---------- |
| Alemanha (BVMI)            | 3× Platina   | 600.000+   |
| Argentina (CAPIF)          | Ouro         | 20.000+    |
| Austrália (ARIA)           | 3× Platina   | 210.000+   |
| Áustria (IFPI Áustria)     | 2× Platina   | 40.000+    |
| Bélgica (BEA)              | Platina      | 30.000+    |
| Brasil (ABPD)              | Platina      | 60.000+    |
| Canadá (Music Canada)      | 2× Platina   | 160.000+   |
| Chile (IFPI Chile)         | Platina      | 20.000+    |
| Colômbia (APDIF Colômbia)  | Ouro         | 5.000+     |
| Dinamarca (IFPI Dinamarca) | Platina      | 40.000+    |
| Espanha (PROMUSICAE)       | Platina      | 60.000+    |
| Estados Unidos (RIAA)      | Platina      | 1.100.000+ |
| França (SNEP)              | Diamante     | 500.000+   |
| Grécia (IFPI Grécia)       | Platina      | 10.000+    |
| Hungria (MAHASZ)           | Ouro         | 6.000+     |
| Irlanda (IRMA)             | 2× Platina   | 30.000+    |
| Itália (FIMI)              | Platina      | 80.000+    |
| México (AMPROFON)          | Platina      | 90.000+    |
| Nova Zelândia (RIANZ)      | 2× Platina   | 30.000+    |
| Noruega (IFPI Noruega)     | Ouro         | 10.000+    |
| Polônia (ZPAV)             | Diamante     | 250.000+   |
| Portugal (AFP)             | 2× Platina   | 40.000+    |
| Reino Unido (BPI)          | 3× Platina   | 1.000.000+ |
| Rússia (2M)                | Platina      | 20.000+    |
| Suécia (IFPI Suécia)       | 2× Platina   | 100.000+   |
| Suíça (IFPI Suíça)         | 2× Platina   | 60.000+    |
| União Europeia (IFPI)      | 2× Platina   | 2.000.000+ |
| Mundo (IFPI World Chart)   | —            | 7.000.000+ |

## Histórico de lançamento
Born To Die foi distribuído nos formatos de Compact Disc (CD) e download digital inicialmente em alguns países do continente europeu no dia 27 de janeiro de 2012 e posteriormente no Norte da América, através das gravadoras Interscope e Polydor Records. Foi lançado em uma versão padrão e uma especial, esta última em novembro, trazendo 12 faixas na primeira e 23 na segunda, além de ter sido lançado em um extended play (EP) no mesmo mês, que contém apenas as 8 faixas adicionais da versão-especial do CD.
| País           | Data                    | Formato              | Gravadora                     |
| -------------- | ----------------------- | -------------------- | ----------------------------- |
| Alemanha       | 27 de janeiro de 2012   | CD, download digital | Interscope, Polydor, Stranger |
| Irlanda        | 27 de janeiro de 2012   | CD, download digital | Interscope, Polydor, Stranger |
| Reino Unido    | 30 de janeiro de 2012   | CD, download digital | Interscope, Polydor, Stranger |
| França         | 30 de janeiro de 2012   | CD, download digital | Interscope, Polydor, Stranger |
| Estados Unidos | 31 de janeiro de 2012   | CD, download digital | Interscope, Polydor, Stranger |
| Canadá         | 31 de janeiro de 2012   | CD, download digital | Interscope, Polydor, Stranger |
| Austrália      | 3 de fevereiro de 2012  | CD, download digital | Interscope, Polydor, Stranger |
| Nova Zelândia  | 6 de fevereiro de 2012  | CD, download digital | Interscope, Polydor, Stranger |
| Brasil         | 7 de fevereiro de 2012  | CD, download digital | Interscope, Polydor, Stranger |
| Japão          | 8 de fevereiro de 2012  | CD, download digital | Interscope, Polydor, Stranger |
| Taiwan         | 24 de fevereiro de 2012 | CD, download digital | Interscope, Polydor, Stranger |